# Jiang Shenglong
Jiang Shenglong (蒋圣龙S, Jiǎng ShènglóngP; Nanchino, 24 dicembre 2000) è un calciatore cinese, difensore dello Shanghai Shenhua e della nazionale cinese.

## Carriera

### Club
Ha giocato nella prima divisione cinese.

### Nazionale
Nel 2024 è stato convocato per la Coppa d'Asia.

## Statistiche

### Cronologia presenze e reti in nazionale
| Cronologia completa delle presenze e delle reti in nazionale ― Cina | Cronologia completa delle presenze e delle reti in nazionale ― Cina | Cronologia completa delle presenze e delle reti in nazionale ― Cina | Cronologia completa delle presenze e delle reti in nazionale ― Cina | Cronologia completa delle presenze e delle reti in nazionale ― Cina | Cronologia completa delle presenze e delle reti in nazionale ― Cina | Cronologia completa delle presenze e delle reti in nazionale ― Cina | Cronologia completa delle presenze e delle reti in nazionale ― Cina |
| Data                                                                | Città                                                               | In casa                                                             | Risultato                                                           | Ospiti                                                              | Competizione                                                        | Reti                                                                | Note                                                                |
| ------------------------------------------------------------------- | ------------------------------------------------------------------- | ------------------------------------------------------------------- | ------------------------------------------------------------------- | ------------------------------------------------------------------- | ------------------------------------------------------------------- | ------------------------------------------------------------------- | ------------------------------------------------------------------- |
| 20-7-2022                                                           | Toyota                                                              | Cina                                                                | 0 – 3                                                               | Corea del Sud                                                       | EAFF E-1 Football Championship 2022 - 3º turno                      | -                                                                   |                                                                     |
| 27-7-2022                                                           | Toyota                                                              | Cina                                                                | 1 – 0                                                               | Hong Kong                                                           | EAFF E-1 Football Championship 2022 - 3º turno                      | -                                                                   | 65’                                                                 |
| 16-11-2023                                                          | Bangkok                                                             | Thailandia                                                          | 1 – 2                                                               | Cina                                                                | Qual. Mondiali 2026                                                 | -                                                                   | 85’                                                                 |
| 16-11-2023                                                          | Shenzhen                                                            | Cina                                                                | 0 – 3                                                               | Corea del Sud                                                       | Qual. Mondiali 2026                                                 | -                                                                   | 45+2’                                                               |
| 29-12-2023                                                          | Abu Dhabi                                                           | Cina                                                                | 0 – 2                                                               | Oman                                                                | Amichevole                                                          | -                                                                   | 61’                                                                 |
| 1-1-2024                                                            | Abu Dhabi                                                           | Cina                                                                | 1 – 2                                                               | Hong Kong                                                           | Amichevole                                                          | -                                                                   | 79’                                                                 |
| 22-1-2024                                                           | Doha                                                                | Qatar                                                               | 1 – 0                                                               | Cina                                                                | Coppa d'Asia 2023 - 1º turno                                        | -                                                                   | 85’                                                                 |
| 26-3-2024                                                           | -                                                                   | Cina                                                                | 4 – 1                                                               | Singapore                                                           | Qual. Mondiali 2026                                                 | -                                                                   | 90+1’                                                               |
| 6-6-2024                                                            | -                                                                   | Cina                                                                | 1 – 1                                                               | Thailandia                                                          | Qual. Mondiali 2026                                                 | -                                                                   | 77’                                                                 |
| 11-6-2024                                                           | -                                                                   | Corea del Sud                                                       | 1 – 0                                                               | Cina                                                                | Qual. Mondiali 2026                                                 | -                                                                   |                                                                     |
| 5-9-2024                                                            | -                                                                   | Giappone                                                            | 7 – 0                                                               | Cina                                                                | Qual. Mondiali 2026                                                 | -                                                                   |                                                                     |
| 10-9-2024                                                           | -                                                                   | Cina                                                                | 1 – 2                                                               | Arabia Saudita                                                      | Qual. Mondiali 2026                                                 | -                                                                   |                                                                     |
| 10-10-2024                                                          | -                                                                   | Australia                                                           | 3 – 1                                                               | Cina                                                                | Qual. Mondiali 2026                                                 | -                                                                   |                                                                     |
| 15-10-2024                                                          | -                                                                   | Cina                                                                | 2 – 1                                                               | Indonesia                                                           | Qual. Mondiali 2026                                                 | -                                                                   |                                                                     |
| 14-11-2024                                                          | -                                                                   | Bahrein                                                             | 0 – 1                                                               | Cina                                                                | Qual. Mondiali 2026                                                 | -                                                                   |                                                                     |
| 19-11-2024                                                          | -                                                                   | Cina                                                                | 1 – 3                                                               | Giappone                                                            | Qual. Mondiali 2026                                                 | -                                                                   | 78’                                                                 |
| Totale                                                              |                                                                     | Presenze                                                            | 16                                                                  |                                                                     | Reti                                                                | 0                                                                   |                                                                     |

## Palmarès

### Club

#### Competizioni nazionali
- Coppa della Cina: 2

Shanghai Shenhua: 2019, 2023
- Supercoppa di Cina: 2

Shanghai Shenhua: 2024, 2025